# Acolmiztli Nezahualcóyotl
Acolmiztli Nezahualcoyotl (in nahuatl: Nezahualcoyōtl [nes̠awalˈkojoːtɬ], spagnolo: Nezahualcóyotl; Texcoco, 28 aprile 1402 – Texcoco, 4 giugno 1472) è stato il tlatoani della città di Texcoco, nell'attuale Messico (stato precolombiano di Alcohuan), e poeta in lingua nahuatl.
Era figlio di Ixtlilxochitl I, tlatoani di Texcoco, e di Matlacihuatl, sorella di Chimalpopoca, tlatoani della città azteca di Tenochtitlán. Alla nascita ricevette il nome di "Acolmiztli", Leone possente.

## Biografia
Tezozómoc, re di Azcapotzalco, proseguendo la sua opera di conquista degli stati confinanti, prese Texcoco dopo un sanguinoso assedio nel 1418 e costrinse Ixtlilxóchitl alla fuga insieme al figlio. Quando furono raggiunti dai soldati nemici il ragazzo assistette dalla cima di un albero all'ultimo combattimento e alla morte del padre. Acolmiztli vagò quindi per le foreste, continuando a sfuggire alle ricerche di Tezozómoc, e cambiò il suo nome in Nezahualcóyotl (che significa "Coyote affamato"). Trovò quindi protezione presso i parenti della madre a Tenochtitlan e vi trascorse del tempo imparando le arti della guerra e della politica.
Lasciò quindi la città e viaggiò per il paese, soggiornando per qualche tempo nella confederazione di Tlaxcallan, costituita da quattro città. Durante i suoi viaggi incontrò molti governanti, poeti, artisti, filosofi, politici e generali. Fu allievo del grande filosofo azteco Huitzilihuitzin e scrisse discorsi e poemi, acquistando grande fama.
Nel 1427 morì Tezozómoc e gli succedette sul trono di Atzcapotzalco, uno dei quattro figli, Quetzalayatzin, che quasi subito venne detronizzato dal fratello Maxtla. Contro costui Nezahualcóyotl riuscì a tessere una vasta rete di alleanze e a riconquistare la signoria paterna di Texcoco nello stesso anno. Poco dopo Atzcapotzalco fu presa dopo un lungo assedio e Maxtla ucciso dallo stesso Nezahualcóyotl.

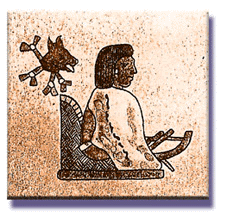
Il re poeta

Nezahualcóyotl governò quindi con grande saggezza e fu conosciuto anche come poeta e filosofo.
Progettò un codice di legge basato sulla divisione dei poteri in base al quale vennero creati dei comitati per la finanza, per la guerra, la giustizia e la cultura. Fondò scuole per lo studio dell'astronomia, del linguaggio, della medicina, della pittura e della storia. Ricostruì la città, suddividendola in quartieri, ognuno dei quali possedeva una propria attività, con lo scopo di migliorare il tenore economico della popolazione. Ordinò la costruzione di templi, palazzi, giardini e strade. Intraprese interventi di idraulica: dighe per separare l'acqua salmastra dei laghi dall'acqua dolce e sbarramenti per evitare le inondazioni. Si dice che abbia personalmente progettato la diga sul lago di Texcoco, chiamata col suo nome e ancora in uso un secolo dopo la sua morte. Costruì anche un giardino botanico e zoologico.
È conosciuto come "il re poeta" per le sue poesie giunte fino a noi, circa 30 composizioni, che trattano dei temi della morte, dell'enigma dell'uomo e della sua creazione divina. Era profondamente religioso e sembra venerasse un unico dio.
Alla sua morte gli succedette il figlio Nezahualpilli.

## Riconoscimenti
Per onorare la memoria di questo illustre monarca preispanico, gli è stata dedicata una fontana nel Castello di Chapultepec, disegnata dall'artista Luis Ortiz Monasterio. Parimenti nell'Universidad Autónoma de Nuevo León è ricordato da un'opera di Federico Cantú Garza e il suo nome è stato dato al comune di Ciudad Nezahualcóyotl nello stato del Messico.